# Back to the Future Part II: Original Motion Picture Soundtrack
Back to the Future Part II: Original Motion Picture Soundtrack è una colonna sonora che comprende la musica del film Ritorno al futuro - Parte II, seguito di Ritorno al futuro. La colonna sonora in America è stata pubblicata sotto licenza MCA sia come vinile, sia come CD il 22 novembre 1989.

## Tracce
1. Main Title
2. The Future
3. Hoverboard Chase
4. A Flying Delorean?
5. My Father!
6. 'Alterate 1985'
7. If They Ever Did
8. Pair O'Docs
9. The Book
10. Tunnel Chase
11. Burn The Book
12. Western Union
13. End Title
14. Beat It - Michael Jackson (Bonus Track)
15. I Can't Drive 55 - Sammy Hagar (Bonus Track)
16. Papa Loves Mambo - Perry Como (Bonus Track)
17. Mr Sandman - Four Aces (Bonus Track)

## Curiosità
- A differenza del precedente album, in questa colonna sonora non vi è alcun brano cantato, ma solo la musica composta da Alan Silvestri presente nel film.